# Tumanskaja
Tumanskaja (rus. Туманская) je rijeka na dalekom istoku Rusije. Protječe kroz Anadirsku nizinu, područje močvara i tundre, i ulijeva se u Beringovo more u laguni Timna. Duga je 268 km, s porječjem od 9,270 km2.
Tumanskaja i njeni pritoci pripadaju administrativnoj regiji Čukotskog autonomnog okruga Rusije.
U njegovim vodama čest je vrsta lososa Oncorhynchus nerka. Beluge su česte u Tumanskoj laguni.
Na području blizu njenog ušća nalazi se malo naseljeno mjesto koje se također naziva Tumanskaja.